# Tilt Train
Le Tilt Train est le nom donné à deux services de trains pendulaires à grande vitesse australiens, l'un électrique et l'autre diesel, exploités par la compagnie Queensland Rail. Ils circulent sur la ligne de la côte nord entre Brisbane, Bundaberg et Rockhampton (trains électriques) et Cairns (trains diesel).

## Histoire

### Rockampton
Ce train pendulaire est en service entre Brisbane et Rockhampton depuis 1998. Sa vitesse maximale est de 215 km/h et sa capacité d'inclinaison est de cinq degrés dans chaque direction. Le Tilt Train est l'un des trains les plus rapides d'Australie, avec une vitesse maximale commerciale comparable à celle de la V/Line VLocity et du Transwa Prospector railcar, qui atteignent tous les deux 160 km/h. Le train opère sur la ligne North Coast et dessert les villes de Gympie, Maryborough, Bundaberg et Gladstone. Les trains électriques Tilt sont des rames automotrices.

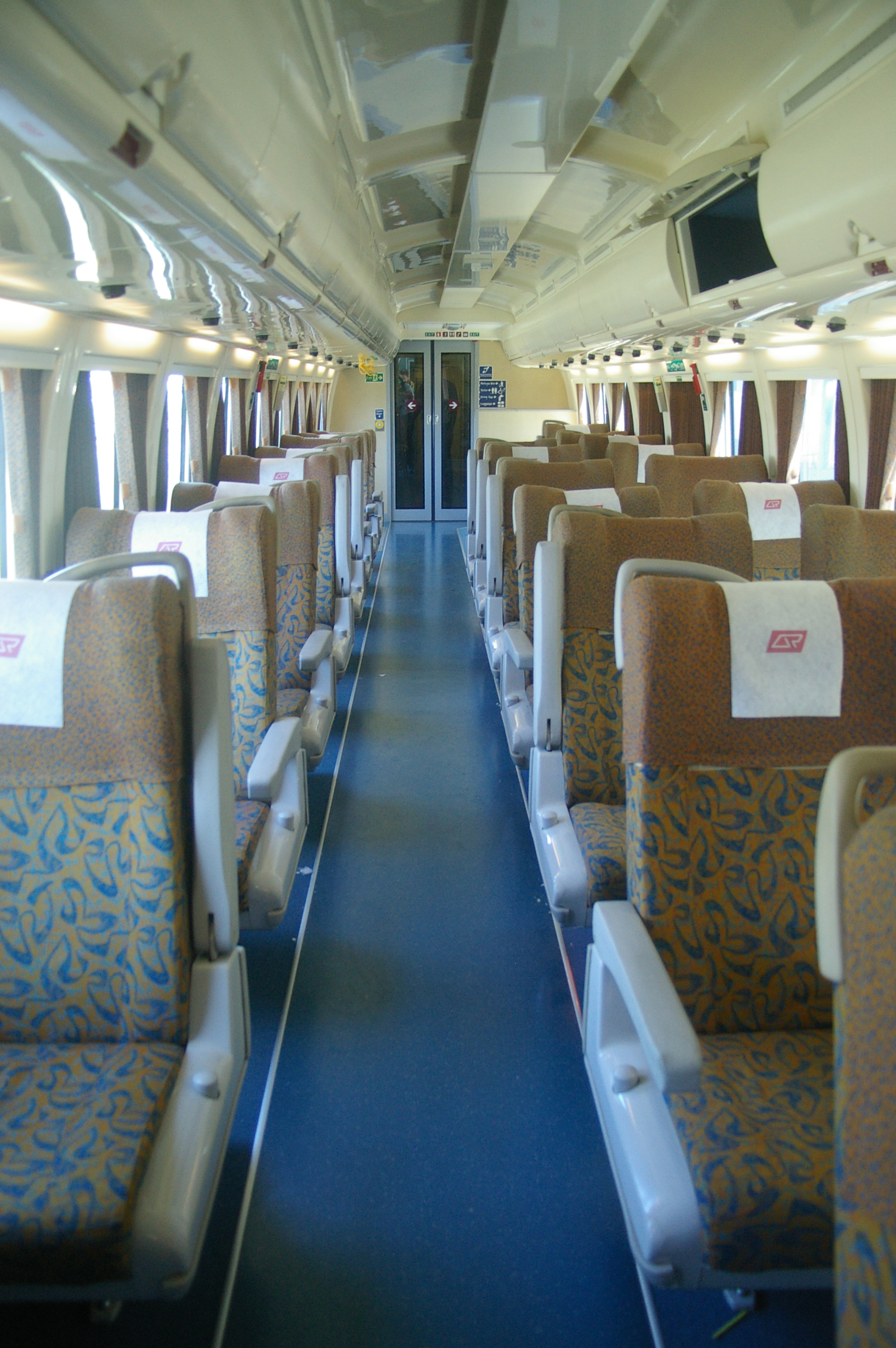
Disposition des sièges en classe affaires d'un train pendulaire diesel

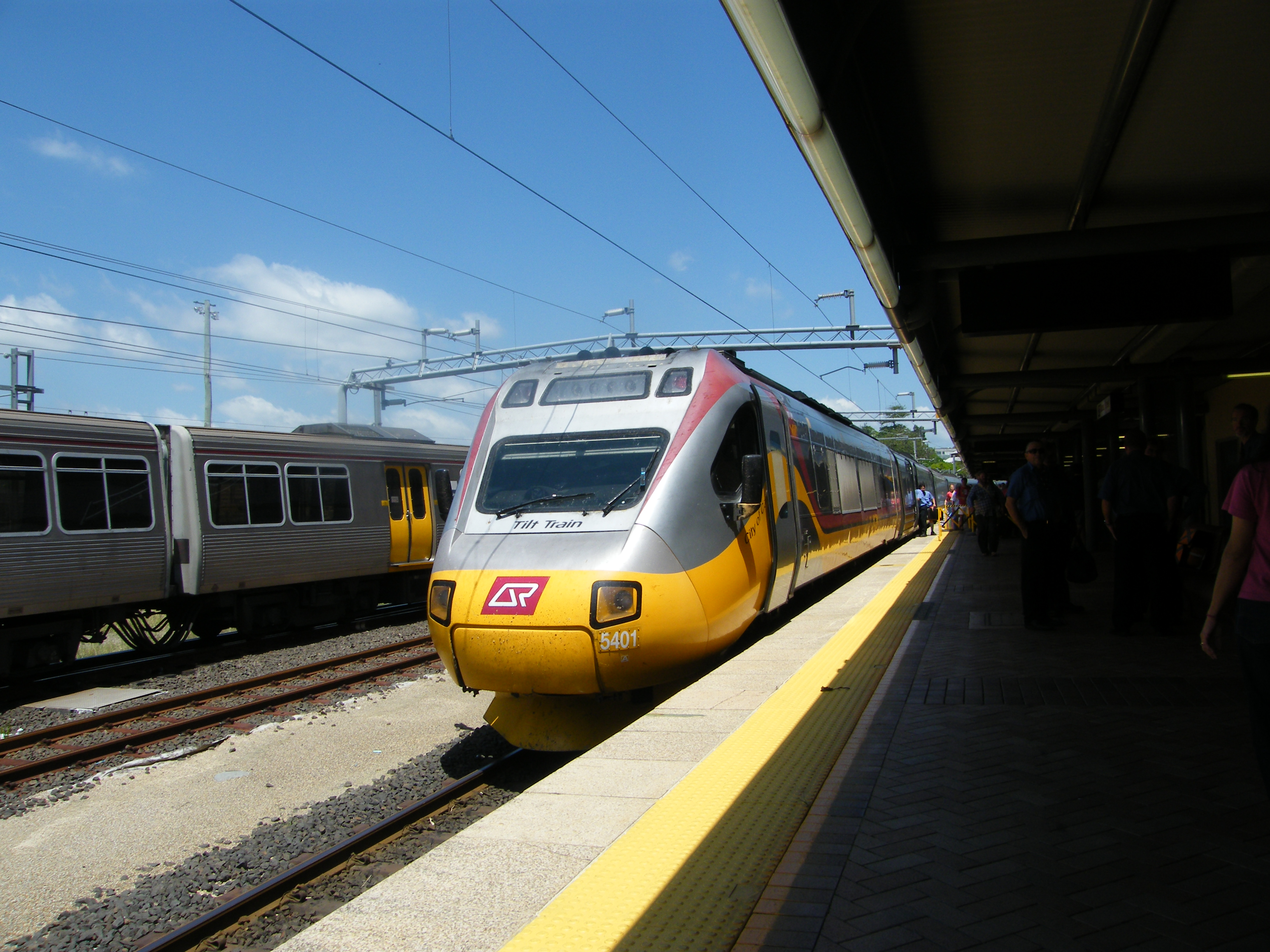
Tilt Train diesel en gare de Roma

Le train pendulaire électrique est aménagé avec des sièges 2 × 2 en seconde classe et des sièges 1 × 2 en première classe. Un programme vidéo est proposé sur l'écran principal ainsi qu'un programme audio pour chaque siège. Les passagers de la classe économique bénéficient d'un service régulier par chariot ainsi qu'un service de restauration par buffet. Les passagers de  la classe affaires disposent également d'un service par chariot fréquent et de personnel de service.

### Cairns
Le Tilt Train Diesel assurant la liaison de Brisbane à Cairns, présente une configuration de sièges de 2 × 2 en classe économique premium et un agencement de sièges de 1 × 2 en classe affaires (Railbed). Un programme audio-visuel est accessible sur chaque siège avec un écran de télévision fixé à l'appuie-tête du siège devant. Un service de chariot est disponible dans les wagons Railbed ainsi qu'une voiture club 24h/24. En octobre 2013, lorsque le premier ensemble remis à neuf a été remis en circulation, le service a pris le nom de Spirit of Queensland.
En 2014, un train supplémentaire a été livré pour remplacer le Sunlander entre Brisbane et Cairns,.

## Distinctions
En 2009, dans le cadre des célébrations du Q150, le Tilt Train a été désigné comme l'une des icônes Q150 du Queensland pour son aspect innovant.